# Туй (річка)
Туй — річка в Росії, права притока Іртиша (басейн Обі), тече у Тарському та Тевризському районах Омської області. 
Туй починається у Тарському районі Омської області. Від витоку тече на північ, але невдовзі повертає на південний захід і тече в цьому напрямку до самого злиття з Іртишем. 
Річка тече плоскою заболоченою, слабо пересіченою рівниною, покритою густим листяним лісом. У верхів’ях річкова долина нерозвинена, річище пролягає серед зарослих лісом боліт. Нижче за течією долина набуває трапецеїдального профілю, її ширина від 1,5 до 3 км. Схили долини розлогі, іноді помірно круті. Річкова заплава двостороння, шириною 1,3–4,7 м. Річище дуже звивисте, нерозгалужене, шириною від 1 до 10 м у верхів’ях до 70–120 м у низов’ях. Береги круті; глибини від 0,1 до 3,5 м, у деяких вирах сягають 9,8 м. На плесах річковий плин дуже повільний, на перекатах швидкість плину до 0,8 м/с.
Довжина річки 507 км, площа басейну 8 490 км². Середньорічний стік, виміряний за 61 км від гирла, становить 27,6 м³/c. Живлення мішане з переважанням снігового. Замерзає наприкінці жовтня — у першій половині листопада, скресає наприкінці квітня — у першій половині травня. 
Основні притоки: Північна, Тугри, Укратус, Киртовка, Аю, Сік, Таїмтаїт, Ітюгас, Місс.
Населені пункти на річці: Туй, Сенінськ, Єрміловка, Єкатериновка, Бічілі, Ізюк.